# Modern femkamp vid olympiska sommarspelen 2020
Modern femkamp vid olympiska sommarspelen 2020 arrangerades mellan 5 och 7 augusti 2021 i Musashino Forest Sports Plaza och Tokyo Stadium i Tokyo i Japan. En tävling för damer och en för herrar fanns på programmet som var oförändrat sedan OS 2000.
Tävlingarna skulle ursprungligen ha hållits mellan 6 och 8 augusti 2020 men de blev uppskjutna på grund av Covid-19-pandemin.

## Medaljsammanfattning
| Modern femkamp                | Guld                         | Silver                     | Brons                  |
| Damernas femkamp Detaljer...  | Kate French Storbritannien   | Laura Asadauskaitė Litauen | Sarolta Kovács Ungern  |
| Herrarnas femkamp Detaljer... | Joseph Choong Storbritannien | Ahmed El-Gendy Egypten     | Jun Woong-tae Sydkorea |

Denna tabell: visa • redigera

## Medaljtabell
| Pl.    | Nation         | Guld | Silver | Brons | Totalt |
| ------ | -------------- | ---- | ------ | ----- | ------ |
| 1      | Storbritannien | 2    | 0      | 0     | 2      |
| 2      | Egypten        | 0    | 1      | 0     | 1      |
| 2      | Litauen        | 0    | 1      | 0     | 1      |
| 4      | Sydkorea       | 0    | 0      | 1     | 1      |
| 4      | Ungern         | 0    | 0      | 1     | 1      |
| Totalt | Totalt         | 2    | 2      | 2     | 6      |

### Fotnoter
1. ↑  (16 juni 2021). Modern Pentathlon Competition Schedule. Arkiverad 5 juli 2021 hämtat från the Wayback Machine. olympics.com. Läst 21 juni 2021.
2. ↑  Modern Pentathlon. tokyo2020.org. Läst 8 oktober 2019.
3. ↑  (Program från 31 juli 2019). Olympic Competition Schedule. tokyo2020.org. Läst 7 oktober 2019.
4. ↑  (30 mars 2020). IOC, IPC, Tokyo 2020 Organising Committee and Tokyo Metropolitan Government announce new dates for the Olympic and Paralympic Games Tokyo 2020. IOK. Läst 21 juni 2021.
5. ↑  (6 augusti 2021). Modern Pentathlon – Women's Individual – Medallists. olympics.com. Läst 6 augusti 2021.
6. ↑  (7 augusti 2021). Modern Pentathlon – Men's Individual – Medallists. olympics.com. Läst 7 augusti 2021.